# Ermua
Ermua est une commune de Biscaye dans la communauté autonome du Pays basque en Espagne.

## Toponymie
Étymologiquement le nom d'Ermua, qui jusqu'en 1805 s'écrivait Hermua peut provenir du basque Emuas signifiant zone ou terrain frontalier, de er (ria) territoire ou terrain et muga, limite, frontière. En référence à sa limite avec le Guipuscoa. Une autre théorie suggère qu'elle provient d'eremua, qui veut dire étendue désertique ou désert.

## Situation
Ermua est situé à l'est de la province et de la comarque. La municipalité se trouve dans une vallée étroite au bords de la rivière Ego, affluent du fleuve Deba. Le relief de son terrain (très irrégulier avec des pentes escarpées), avec l'espace très réduit dont elle dispose, ont fait d'Ermua une des villes avec une des plus grandes densités démographiques de tout le Pays basque. Bien qu'il soit politiquement encadré dans le Durangaldea, elle appartient géographiquement au Debabarrena avec Mallabia et Zaldibar (cette dernière dans ses quartiers du versant de l'Ego), ce qui fait que pour certains il soit encadré dans cette comarque (Mancomunidad).
La municipalité est composée de son noyau urbain et de quelques quartiers comme ceux d'Eitzaga, Goienkale, Irulieta, Kaltxango, San Antonio,Okin Zuri, Olaerreaga,Ongarai, San Pelaio, Sallabente, Sallabenteaurre, Santa Ana et San Lorentzo. Ces quartiers sont très proches du centre et font partie d'un même noyau urbain.

## Communications
Les moyens de communications sont centrés sur la route nationale N-634, qui traverse la municipalité d'est en ouest tout comme l'autoroute A-8, qui a un accès partagé avec Eibar. Ces deux infrastructures, avec le chemin de fer de voie étroite de la ligne Bilbao - Saint-Sébastien d'Euskotren, relient Ermua avec les capitales du Guipuscoa, Saint-Sébastien, et Biscaye, de Bilbao.
La route BI-2301 relie la côte biscaïenne et la BI-3302 avec la ville voisine de Mallabia distante de 3 km.
Ermua est limitée avec les municipalités suivantes : Mallabia au nord-ouest, Zaldibar au sud et Eibar (Guipuscoa) à l'est.

## Hydrographie
Ermua se trouve dans la partie supérieure du bassin de l'affluent principal du fleuve Deba et de la rivière Ego. Cette rivière se forme très près de la municipalité, par un ensemble de plusieurs cours d'eau provenant des montagnes Oiz et Urko dans la partie nord de son territoire. Dans le sud, les cours d'eau proviennent d'Elgeta et de Zaldibar, formant la rivière Aixola, laquelle est retenue dans le barrage fournissant l'eau à la localité et Eibar.
L'étroitesse de la vallée a fait que la rivière soit couverte par des constructions sur beaucoup de tronçons de son parcours urbain, tout comme à Eibar.

## Orographie

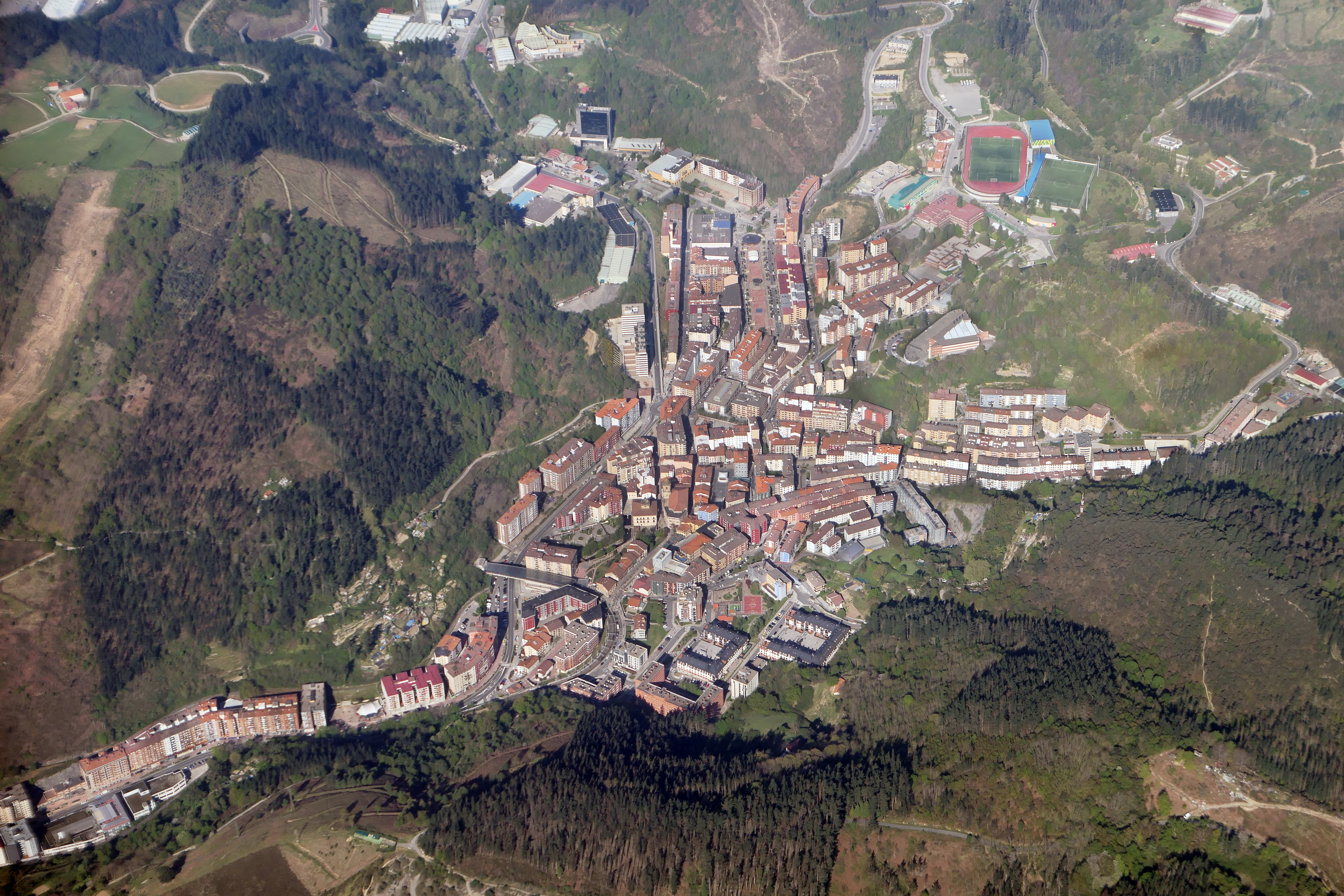
Photographie prise par un satellite de la commune d'Ermua.

L'orographie d'Ermua est marquée par sa situation en fin de vallée de l'Ego. Elle est entourée par Oiz avec ses 1 026 m et l'Urko avec 793 m. De l'autre côté, vers Zaldivar et Elgueta, se trouve l'Egoarbitza, approchant les 700 mètres.
Les flancs de ces montagnes sont très importantes en descendant vers la municipalité. Les infrastructures de communication doivent traverser la division des eaux entre le Deba et l'Ibaizabal, l'autoroute et le chemin de fer le faisant au moyen de tunnels sous le col d'Areitio, tandis que la route nationale passe par le haut. La route qui se dirige vers la côte rejoint celle de Durango-Markina sur les hauteurs de Trabakua, à 400 m d'altitude.

## Économie
L'économie de la ville est basée sur l'industrie de transformation métallique. Toutes les branches de la transformation du métal ont leurs usines. L'industrie auxiliaire de l'automobile est très importante, mais il y a des usines de machines-outils, bicyclettes, appareillage… Sa population est occupée tant dans les entreprises installées dans la municipalité, qui a plusieurs secteurs industriels importants, comme dans les municipalités voisines (les polygones industriels de Mallabia sont en réalité des extensions de ceux d'Ermua) ou dans les secteurs proches du Debabarrena, Durangaldea et Lea-Artibai (cette dernière avec moins d'incidence).
- Le secteur primaire : est très peu développé manquant pratiquement de terrains agricoles, d'élevage ou forestiers. Il y a eu une certaine exploitation minière à ciel ouvert mais a déjà été fermée.

- Le secteur secondaire : est largement développé autour de l'industrie de la transformation métallique.

- Le secteur de services : couvre les nécessités quotidiennes de ses habitants, centrant le commerce à Ermua ou à Bilbao.

## Histoire

### Préhistoire
Comme dans toutes les terres de ces territoires il y a des traces de présence humaine depuis la Préhistoire. Les enterrements de l'âge du bronze dans de petites grottes dépeuplées, comme Kobagorri VI ou dans de vastes abris naturels, comme Gentilkoba ainsi qu'en dolmens proches de la ville le témoignent.

### Rome
Les Caristes étaient une tribu qui occupait cet espace à l'arrivée des Romains. La conquête romaine et la guerre postérieures contre les Wisigoths sont passées par l'histoire de l'actuelle Ermua sans laisser de témoignages écrits. Les premiers documents proches font référence à la mérindade de Durango et ils datent de 1053 quand Munio Sánchez fondera l'elizate de San Agustín d'Echevarría (San Agustin Etxebarria en basque) ces terres étant sous la couronne du royaume de Nájera - Pampelune, qui deviendra ensuite la Navarre. Quand le roi de Castille Alfonso VIII conquerra le Durangaldea et le cèdera au Seigneur de Biscaye Diego López de Haro en 1200, les territoires où on fondera Ermua sera incorporé à la Biscaye. À cette époque il y a une dualité juridique. D'une part la juridiction de Biscaye qui affecte le territoire rural ou la Lur Laua, qui était organisée en elizates et de l'autre les juridictions des villas.

### Le Moyen Âge
Ermua a été fondée entre 1140 et 1383 comme beaucoup d'autres villes biscaïennes, bien qu'on ne connaisse pas la date précise. Le 20 janvier 1372, à Burgos le Seigneur de Biscaye Jean Ier de Castille, confirme la fondation de ville. Les juridictions (For) d'Ermua ont été confirmées de nouveau par Jean II de Castille en 1415 et en 1420 à Valladolid, et ensuite en 1483 par Isabelle la catholique à Durango. La juridiction de la ville d'Ermua est semblable à celle de Logroño, qui accordait le travail des forges et l'exploitation de la forêt ainsi que le marché et la tenue d'une foire hebdomadaire.
En 1462, Ermua était connue comme ville ferrera et en 1516 il est mentionné une usine espingardas et canons. Ermua, dominée par les seigneurs de Zaldivar, entre dans la guerre des bandes, aux côtés des Oñaciens. La période de la guerre, qui n'a pas fini jusqu'au règne et aux Rois Catholiques, a apporté avec elle de nombreuses calamités. Il y a un témoignage d'un représentant d'Ermua assistant aux Juntes Générales du Guipuscoa en 1445, ce qui laisse à penser qu'à un certain moment Ermua ait pu choisir de se passer de cette province.

### Ère moderne
En 1514, Ermua avait quelque 320 habitants dans ses 71 feux qui étaient répartis sur les trois rues. La peste fait qu'Ermua perde des habitants, en 1630, il ne reste seulement que 150 habitants, mais la guerre de succession crée de bonnes conditions économiques qui favorisent le développement de la ville. Entre le XVIe et le XVIIIe siècle, elle a un procès avec sa voisine Zaldua (Zaldibar) pour les limites et, le 7 mai 1543, arrivent à un accord sur ces dernières qui sont fixées, décidant de la forme d'exploitation des terrains en litige. L'activité industrielle, centrée sur le fer et la production d'armes continue et reste importante. Avec le voisin Eibar, elle se transforme en un des fournisseurs les plus renommés. Cette activité est celle qui a été maintenue vive au cours du temps et est arrivé jusqu'à nos jours même si le produit final a changé, la transformation du fer, est de nos jours comme avant, la base de l'économie de la ville.
Appartenant à la mérindade de Durango, où par sa qualité de ville elle ne pouvait pas prendre part aux Juntes, elle occupait le siège au nombre de 12 dans les Juntes Générales de Biscaye qui se réunissaient à Gernika. En 1800, les Juntes Générales décident de doter Ermua d'un greffier royal.
En 1738 la famille Orbe a construit le Palais du Marquis de Valdespina, montrant ainsi son pouvoir. Les Orbe ont eu de l'importance dans le conflit carliste.
Dans le contexte de la Guerre de la Convention Ermua tombe dans le pouvoir des français le 29 août 1794 et est brûlée et presque totalement rasée. En juillet 1795, elle tombe à nouveau dans des mains française mais on signe aussitôt la paix. Au cours de cette guerre on voit la nécessité d'établir les usines d'armes dans des lieux plus éloignés de la frontière et c'est alors que les fabriques royales seront transférées à Trubia (Asturies), démarrant ainsi la décadence de l'industrie de l'armement dans la zone, bien qu'elle ait toujours eu de l'importance.
L'invasion napoléonienne et son imposition a fait que la ville se soit soulevée contre les Français. En 1809 on jugeait six guérilléros ermuarras (habitants d'Ermua) et d'Elgeta, en condamnant quatre d'entre eux à mort. Il y a une multitude de dénonciations et de jugements dans la cohabitation entre le peuple et la guérilla, l'appui à celle-ci était générale et étendue et touchait toutes les classes sociales. Le 18 février 1811, Manuel Domingo de Sarasqueta décède, natif d'Ermua, chef de guérilla dans la partie du Roxo. Entre 1802 et 1819, Ermua passe de 357 habitants à seulement 288 à cause de la guerre contre les Français.
En 1843 il y a 451 habitants, la récupération de la guerre d'indépendance s'est déjà produite, mais à l'horizon apparaissent les gros nuages d'un autre conflit, cette fois à caractère civile. Le Marquis de Valdespina prend part aux côtés des carlistes. Le 14 août 1834, Ermua est rasée par les libéraux. La guerre met un terme l'Abrazo de Vergara (embrassade de Bergara), mais le Marquis de Valdespina ne se résigne pas, et son fils prendra part dans les deux autres soulèvements. La famille Orbe contrôle pleinement la vie municipale. Ils sont maires ou les maires sont des prête-noms. Après la guerre carliste, on entre dans une période de calme et de prospérité dans tout le Pays basque dont profite la ville. À la fin du XIXe siècle il y avait 698 habitants (en 1886 ils étaient arrivés à 787 mais l'épidémie de variole a touché cette population).

### LeXXesiècle
Tandis que chez la voisine Eibar les élections municipales de 1931 ont poussé les gens dans les rues proclamant la République, à Ermua le résultat est une mairie avec un maire de droite et un lieutenant du maire nationaliste. En 1932, Ermua est placé contre le statut basco-navarrais, la seule municipalité de Biscaye qui l'ait fait.
La Guerre Civile espagnole laisse Ermua du côté républicain. Le front se stabilise à l'hiver 1937 à Eibar, Ermua restant comme l'arrière garde immédiate. Le printemps venu, les troupes du gouvernement légitime de la République occupent la ville, le 26 avril, dans son avance vers Bilbao.
Passée la guerre, en 1947, Ermua avait 1 411 habitants. L'industrie traditionnelle est encore associée aux tâches agricoles et d'élevage. On commence une modernisation qui, peu à peu avance, sans que personne n'imagine jusqu'où. Vers le milieu des années 1950 on donnait des prix à la natalité et on inaugurait le cinéma de la ville. En 1961 il y a 3 029 habitants. Chez le voisin Eibar, un développement industriel sans précédent se produit, la population croît étant donné la nécessité de main d'œuvre pour les usines de tous types qui ne cessent de produire. Des travailleurs de toutes les régions de l'Espagne arrivent en nombre. Ermua ne peut pas rester en marge du phénomène et elle est entourée dans le tourbillon de la croissance désordonnée. Des usines et des logements occupent tout le terrain de la vallée. Ils couvrent la rivière dans une tentative désespérée de chercher rendement au peu de terrain de niveau. Les logements sont construits sur huit et dix hauteurs et les industries se dressent verticalement au lieu d'horizontalement. En 1967 il y a 11 857 habitants recensés et un bon nombre non recensés qui travaillent à Eibar et dormant à Ermua. Ermua, ville d'Eibar se transforme alors en ville-dortoir de son voisin.
À la fin de la dictature, en 1976, Ermua a une densité supérieure à celle de Bilbao ou de Barcelone, 2 434 habitants/km2. Une ville nettement industrielle, fortement liée à Eibar, à l'importante présence ouvrière et à une majorité de population provenant de l'émigration interne.
Dans cette nouvelle situation démographique la récupération des libertés d'élection fait qu'on casse le contrôle séculaire de la droite, principalement carliste, qui se produisait dans la municipalité. La première mairie de la nouvelle période démocratique a un maire du PSOE, qui se charge d'effectuer une grande réforme urbaine à la ville. Le désordre que la croissance rapide des années précédentes ont essayé d'être mitigé avec une série d'importantes mesures urbaines et avec d'importants investissements. Ermua récupère un certain bien-être de l'habitat et on impose, dans des mandats successifs de maires du PSOE, un certain équilibre urbain et d'équipements. La crise industrielle des années 1980 fait que la population commence à diminuer.
L'état des services aux citoyens est démontré par le fait produits à la suite de la sécheresse qu'a frappée l'Espagne durant les années 1980 qui a obligé la municipalité à fonctionner dans un état de rationnement total d'eau potable, de latitudes presque sahariennes : 4 heures quotidiennes eau, recherche de sources et sources dans tous les emplacements, transport d'eau par terre, train et mares.
La situation politique du Pays basque a eu une incidence spéciale dans cette ville. L'enlèvement et le meurtre postérieur de Miguel Angel Blanco, conseiller municipal par le Parti populaire (PP), par ETA et la réaction de rejet par le peuple qui a suivi ce dernier, tant d'Ermua, comme du reste du pays, a marqué un point d'inflexion dans le conflit. Ce fait a été dénommé Espíritu de Ermua,.
(es) résumé et condensé du livre Historia General de la Villa de Ermua, auteur, José Manuel Azcona (PDF)

## Patrimoine

### Patrimoine civil
- Palais de Valdespina : construit en 1738 est un magnifique bâtiment résidentiel de style baroque encadré dans le monde baroque de la seconde partie du XVIIIe siècle en version culte et ornementée. Il a été édifié par l'architecte Joseph de Zuaznabar. C'est aujourd'hui le siège de la mairie de la ville.

- Palais Lobiano : construit au XVIe siècle par Don Francisco de Lobiano est un bon exemple de palais résidentiel de la Renaissance et d'une des contributions maximales à l'architecture de la Renaissance en Biscaye. Cette construction a été résidence du même Lobiano, couvent de religieuses, ferme et actuellement maison de la culture après avoir été restaurée pendant 6 années. Une partie de la façade seulement est originale et a été inaugurée comme maison de la culture le 1er février 2007.

|  |  |

- Monument de Agustín Ibarrola : c'est une sculpture en acier créée en 2002 en hommage aux victimes du terrorisme. De formes géométriques on représente en elle la situation politique d'Euskadi. Son auteur, Agustín Ibarrola, défenseur "des libertés constitutionnelles du peuple basque" a réalisé cette œuvre en mémoire des victimes du terrorisme.

- San Pelayo (XVIIe siècle) : c'est une sculpture de transition entre la renaissance et le baroque des débuts du XVIIe siècle qui admet l'importance du Camino Santiago (Chemin de Saint Jacques de Compostelle) à son passage par Ermua dans le développement du peuple. Son ermitage Renaissance a été démoli vers 1965. Pendant 3 années, la statue a été gardée par un particulier. En 1968 on inaugure la hotte de San Pelayo où depuis lors on expose la statue. Restaurée en 2006, c'est un grand échantillon de la sculpture Renaissance en Euskadi.

### Patrimoine religieux
- Église paroissiale Santiago Apóstol : date de 1600, est un beau bâtiment Renaissance. C'est un type d'église d'une nef de trois tronçons avec des hautes hottes latérales entre les étriers. Face à la nef il y a, en outre, une hotte plus grande ochavada plus étroite. Elle est couverte par des contreforts en croix. Elle possède un chœur et deux hottes baroques. L'ordre de fin des travaux que le cardinal Andres Orbe y Larreátegui a effectuées à Sebastián de Lecuna a été complété par son beau-frère Joseph de Zuaznabar. Le mobilier reflète aussi l'intervention du cardinal riche. À souligner le grand retable, l'orgue et la hotte privée du cardinal et sa tombe. Le retable est en noyer, de style baroque, avec des colonnes salomoniques sur les côtés. Dans ses "ornacines" il y a une série de sculptures polychromes, parmi lesquelles il faut souligner celui Santiago montant sur les maures dans la bataille de Clavijo. L'orgue est du même type que le retable, monumental et sans polychromie. Il y a d'autres petits retables de bois doré de style prorococo et Rococo.

## Personnalités liées à la commune
- Andrés Agustín Orbe Larreategui (hacia 1672-1740) : a été une importante figure politique et religieuse du début du XVIIIe siècle. Nommé évêque de Barcelone en 1720 et archevêque de Valence en 1725. Il a occupé la présidence du Conseil de Castille entre 1727 et 1733.En 1733 a été nommé Inquisiteur Général et il a fini sa carrière politico-religieuse comme nonce apostolique. Le roi Philippe V a institué le titre de Marquis de Valdespina à son neveu Andres Agustín Orbe y Zarauz.

- Francisco de Arando (XVIIIe siècle) : est arrivé à être archidiacre de Tolède.

- Mateo de Eizaguirre (XVIIIe siècle) : a été le premier Conte de Santa Ana au Panama en 1775.

- Félix Erauzkin (-) : considéré comme le meilleur athlète espagnol le plus complet en dominant trois disciplines. Il a obtenu 27 titres nationaux, 9 au lancer du poids, 9 au lancer du disque et 9 au lancer du javelot. Il a été Champion du Monde (vétéran) dans les Jeux de Wembley en 1948.

- Teodoro Zuazua (-2002) : curé d'Ermua. Il a aidé dans la croissance urbaine et culturelle de la seconde moitié du XXe siècle, en recevant les émigrants qui ont fait grandir Ermua jusqu'à dépasser les 20 000 habitants.

- Daniel Txopitea (1950-1997) : artiste. Il a remarqué en peinture. Il a pris part dans les groupes comme « Gorutz », « Enkoari » ou « Lekarotz ». Il a été entouré d'artistes comme Jorge Oteiza, son ami et auteur de tête, et est mort à Zarautz en 1997 à la suite d'un cancer.

- Imanol Arias (1956-) : acteur de cinéma et télévision populaire en Espagne. Bien qu'il soit né dans la ville de Riaño (Léon), il a passé son enfance et jeunesse entre Ermua et Eibar.

- Carlos Totorika (1956-) : maire d'Ermua pour le PSE-EE/PSOE. Il a été un des promoteurs du nommé Espíritu de Ermua, il a été parlementaire basque et candidat à la présidence de son parti au Pays basque. Politico-social Foro d'Ermua a été un membre actif et renommé de l'organisation.

- Andoni Ferreño (1965-) : présentateur télévision et acteur.

- Miguel Ángel Blanco (1968-1997) : conseiller municipal du PP à Ermua. enlevé et assassiné par ETA en 1997.

- Igor Astarloa (1976-) : ancien cycliste professionnel. Spécialiste des classiques. Il a été Champion du Monde de Cyclisme en 2003.

- Ion Fiz (1976-) : Dessinateur de mode.

- Álex Soto (1988-). Sportif. Champion d'Espagne Junior et médaillé d'argent au Championnat du Monde de Saut en hauteur.

- Jasone Salaberria Fuldain (1952-2021), Écrivaine, linguiste et enseignante espagnole.

### Sources
- (es) Cet article est partiellement ou en totalité issu de l’article de Wikipédia en espagnol intitulé « Ermua » (voir la liste des auteurs).